# چن یانچینگ
چن یانچینگ (انگلیسی: Chen Yanqing؛ زادهٔ ۵ آوریل ۱۹۷۹) وزنه‌بردار اهل چین است.
وی در مسابقات کشوری و بین‌المللی در مجموع برندهٔ ۵ مدال طلا شده‌است.